# División de Honor Masculina B de hockey hierba 2020-21
La División de Honor Masculina B de hockey hierba 2020-21 es la temporada 2020-21 de la División de Honor Masculina B de hockey hierba. La disputan diez equipos que se enfrentan en una liga regular en la que se enfrentan todos contra todos.

## Equipos
| Equipo                                | Localidad                  | Estadio          |
| ------------------------------------- | -------------------------- | ---------------- |
| Club Atlético San Sebastián           | San Sebastián              |                  |
| Club Hockey Barrocás                  | Orense                     |                  |
| Sardinero Hockey Club                 | Santander                  |                  |
| Club Hockey Polideportivo Benalmádena | Benalmádena                |                  |
| Egara 1935                            | Tarrasa                    | Pla del Bon Aire |
| Pedralbes HC                          | Barcelona                  |                  |
| Real Sociedad 1927                    | Madrid                     |                  |
| SPV Complutense B                     | San Sebastián de los Reyes |                  |
| Unión Deportiva Taburiente            | Las Palmas de Gran Canaria |                  |
| Valles Deportivo                      | Tarrasa                    |                  |

## Clasificación
|                                                                  | Equipo                                | J  | G  | E | P  | GF | GC | DG  | Puntos |
| ---------------------------------------------------------------- | ------------------------------------- | -- | -- | - | -- | -- | -- | --- | ------ |
| 1                                                                | Sardinero Hockey Club                 | 18 | 11 | 4 | 3  | 37 | 24 | 13  | 37     |
| 2                                                                | Club Atlético San Sebastián           | 18 | 8  | 6 | 4  | 36 | 26 | 10  | 30     |
| 3                                                                | Unión Deportiva Taburiente            | 18 | 7  | 7 | 4  | 46 | 35 | 11  | 28     |
| 4                                                                | Pedralbes HC                          | 18 | 7  | 6 | 5  | 40 | 33 | 7   | 27     |
| 5                                                                | Egara 1935                            | 18 | 7  | 4 | 7  | 40 | 35 | 5   | 25     |
| 6                                                                | Valles Deportivo                      | 18 | 5  | 8 | 5  | 36 | 36 | 0   | 23     |
| 7                                                                | Club Hockey Polideportivo Benalmádena | 18 | 6  | 4 | 8  | 34 | 42 | -8  | 22     |
| 8                                                                | SPV Complutense B                     | 18 | 6  | 3 | 9  | 25 | 37 | -12 | 21     |
| 9                                                                | Club de Hockey Barrocás               | 18 | 5  | 3 | 10 | 33 | 44 | -11 | 18     |
| 10                                                               | Real Sociedad 1927                    | 18 | 5  | 1 | 12 | 33 | 48 | -15 | 16     |
| Fuente: Federación Española de Hockey (actualización automática) |                                       |    |    |   |    |    |    |     |        |